# Chora Brasileira
Chora Brasileira é um álbum de música popular brasileira da cantora brasileira Nana Caymmi, lançado no ano de 1985 pela EMI-Odeon.

## Contexto
O 15º disco da cantora carioca Nana Caymmi, Chora Brasileira, lançado em 1985, contou com arranjo de seu irmão, Dori Caymmi, que cuidou da idealização do álbum. A canção Chora Brasileira foi composta especialmente para a minissérie O Tempo e o Vento, baseada na obra homônima de Érico Veríssimo, exibida pela TV Globo.
Em entrevista ao jornalista Irlam Rocha, do jornal Correio Braziliense, Nana afirmou que "sou uma das poucas cantoras no Brasil que se preocupa em gravar as coisas que ficam. Que se preocupa em regravar, os grandes compositores do passado, em lançar novos e bons autores."
O álbum foi lançado pela EMI-Odeon e foi considerado uma aposta pela continuidade das boas vendas e sucesso da crítica de Voz e Suor que gravou junto à César Camargo Mariano.

## Faixas
Ref.:
| N.º            | Título                               | Compositor(es)                                             | Duração |  |
| 1.             | "Não Me Conte"                       | Fátima Guedes                                              | 3:40    |  |
| 2.             | "Último Desejo"                      | Noel Rosa                                                  | 5:01    |  |
| 3.             | "Longe"                              | Danilo Caymmi, Ronaldo Bastos                              | 4:08    |  |
| 4.             | "Promissória"                        | César Camargo Mariano, Aldir Blanc, Marco Aurélio          | 4:28    |  |
| 5.             | "Retrós"                             | Jota Maranhão, Moacyr Luz                                  | 3:40    |  |
| 6.             | "Paralelo a Neruda"                  | Cláudio Cartier, Paulo César Feital                        | 2:02    |  |
| 7.             | "Chora Brasileira"                   | Fátima Guedes, Rosane Lessa, Djalma                        | 3:10    |  |
| 8.             | "Flor das Estradas"                  | Dori Caymmi, Paulo César Pinheiro                          | 2:49    |  |
| 9.             | "A Minha Valsa" (La Valse Des Lilas) | Michel Legrand, Eddie Barclay, Eddy Marnay, Ronaldo Bastos | 2:27    |  |
| 10.            | "Copacabana"                         | João de Barro, Alberto Ribeiro                             | 4:03    |  |
| 11.            | "Vício de Amor"                      | Márcio Proença, Marco Aurélio                              | 3:20    |  |
| 12.            | "Derradeira Primavera"               | Tom Jobim, Vinicius de Moraes                              | 2:47    |  |
| Duração total: | Duração total:                       | Duração total:                                             | 41:40   |  |

## Recepção

### Crítica
André Penido escreveu para o jornal carioca Tribuna da Imprensa uma crítica favorável ao disco. André acrescentou que o disco é  de "perfeita afinação, voz suave e doce, roteiro musical e textos feitos por quem entende da coisa. Para arrebatar, arranjos envolventes e uma ótima banda para executá-los". Joaquim Ferreira dos Santos também anotou uma crítica elogiosa ao trabalho no Jornal do Brasil. Santos anotou que "trata-se de um disco deliciosamente intimista com poucos músicos no acompanhamento, e preservando o tom de madrugada em alguma boate".
Francisco Rienzi, para o A Tribuna, anotou crítica mista a discografia de Nana, onde classificou que até agora em sua discografia, "Voz e Sour e Chora Brasileira foram as únicas de sua carreira que não podem perceber um relaxamento ao buscar as notas musicais". Ricky, para o jornal O Pasquim, fez crítica mista ao álbum ao anotar que: "seu mais novo LP pela Odeon traz a mesma Nana, mas sempre agradável. Não é, realmente, dos seus melhores discos por trazer umas faixas mais fraquinhas, mas a beleza do todo ainda brilha".
Paulo Macedo, para o Jornal do Commercio, elogiou o álbum dizendo que "o álbum é um instigante convite à introspecção. Seu formato é cool com alguns timbres harmônicos como o violão de Hélio Delmiro na faixa Copacabana, brilhante regravação de Braguinha e Alberto Ribeiro". César Donizete, do Diário do Pará, anotou que "Chora Brasileira, cujos versos, fortes e líricos descrevem os momentos dramáticos do início da Nova República. Este é um produto que todos devemos tratar com o máximo carinho e atenção, pois Nana Caymmi merece um grande trabalho promocional, coerente a sua posição de fabulosa interprete da nossa música popular".

### Turnê
Nana apresentou o show do disco, que contou como roteirização do compositor Aldir Blanc, em diversas cidades, incluindo cidades como Brasília, Salvador, São Paulo e Paris.
A TVE, canal de televisão do Rio de Janeiro, gravou um show do disco no Circo Voador, tradicional casa de show na cidade do Rio de Janeiro. A emissora preparou junto com a exibição do espetáculo, que contou com as participações de nomes como Dori, Danilo Caymmi e Abel Silva, e adicionou depoimentos de músicos como Beth Carvalho, Edu Lobo, Fátima Guedes, Aldir Blanc e Ronaldo Bastos.